# Федоринчик, Елена Алексеевна
Елена Алексеевна Федоринчик (в девичестве — Бурак) (бел. Алена Аляксееўна Федарынчык, род. 3 июля 1993 года, Гродно) — белорусская волейболистка, либеро.

## Биография
Елена Алексеевна Бурак родилась 3 июля 1993 года в Гродно. Начала заниматься волейболом в 10 лет. В 2006 году переехала в Минск. В 2010 году окончила Республиканское училище олимпийского резерва. В 2014 году окончила факультет физического воспитания Белорусского государственного педагогического университета.
Выступала за команды «Минчанка» и «Астана». В составе сборной Беларуси участвовала в трёх чемпионатах Европы (2013, 2015, 2017).
Также некоторое время выступала в пляжном волейболе, кандидат в мастера спорта в данном виде, в 2013 году участвовала в Универсиаде в Казани.
В 2015 году вышла замуж за Игоря Федоринчика. В 2023 году у пары родился сын Даниил.

## Достижения

### С клубами
- Серебряный призёр Кубка ЕКВ 2018.
- 10-кратная  чемпионка Беларуси (2010, 2016, 2017, 2018, 2019, 2020, 2021, 2022, 2024, 2025).
- Двукратный серебряный призёр чемпионатов Беларуси (2011, 2014).
- Двукратный бронзовый призёр чемпионатов Беларуси (2012, 2013).
- 6-кратная обладательница Кубка Беларуси (2016, 2017, 2018, 2020, 2021, 2024).
- Обладательница Супер Кубка РБ 2024
- Серебряный призёр Кубка Казахстана 2014.
- Серебряный призёр Балтийской лиги 2013.
- Чемпионка Беларуси по пляжному волейболу 2012.

## Награды и звания
- Благодарность министра спорта и туризма Республики Беларусь (2017)[7].
- Почётное звание «Мастер спорта Республики Беларусь международного класса» (2018)[8].